# 和爾俊二郎
和爾 俊二郎（わに しゅんじろう、1902年（明治35年）8月12日 - 1968年（昭和43年）7月12日）は、昭和期の地方公務員、政治家。衆議院議員、大阪市助役。

## 経歴
愛媛県周桑郡小松町（現西条市小松町）で生まれる。1928年（昭和3年）東京帝国大学法学部を卒業した。
大阪市役所に入り、大阪市書記、同理事、教育部長、民生局長などを歴任。この間に入隊して陸軍工兵曹長となった。1951年（昭和26年）大阪市助役に就任し3期在任した。第2室戸台風被害の救助活動に尽力し、大阪市会から感謝決議を受けた。
1963年（昭和38年）4月の大阪市長選挙に自由民主党推薦で出馬したが落選。同年11月、第30回衆議院議員総選挙に大阪府第1区から自民党公認で出馬して初当選。1967年（昭和42年）1月の第31回総選挙（大阪府第6区）でも再選され、衆議院議員に連続2期在任した。この間、自民党全国組織委員会地方組織部長、同商工副部会長、同大阪府連幹事長などを務めた。その他、朝日企業取締役会長、大阪市信用金庫理事、大阪軟式庭球協会会長などにも在任した。
1968年7月、議員在任中に死去した。